# بزن قدش
بزن قدش یا های‌فایو (انگلیسی: high five به معنی پنج‌بالا) نوعی ابراز احساسات است که دو نفر همزمان کف دست خود را به کف دست دیگری می‌زنند.

در درون برخی فرهنگ‌ها مانند دنیای ورزش، احوال پرسی از دست دادن سنتی به، بزن قدش تغییر کرده‌است.

## از نظر بهداشتی

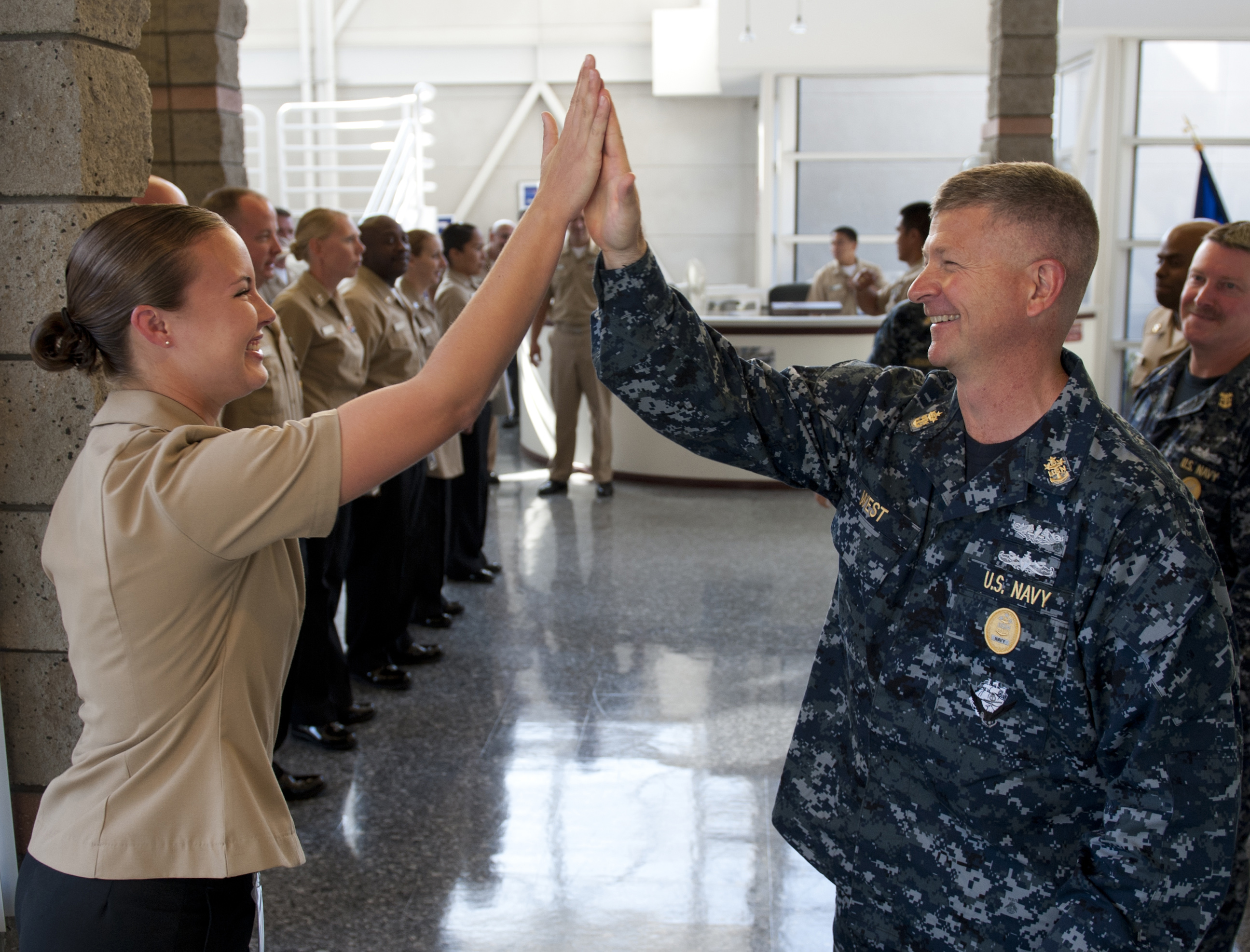
دو دریادار آمریکایی در حال بزن قدش

مطالعات نشان داده که بزن قدش کمتر از دست دادن میکروب‌ها را منتقل می‌کند.